# Kramershai
Koordinaten: 51° 44′ 33″ N, 10° 38′ 30″ O
Der Kramershai im Landkreis Harz in Sachsen-Anhalt ist ein seit Anfang 2000 bestehendes und 1,8 km² oder 1,75 km² großes Naturschutzgebiet im Harz im Stadtgebiet von Oberharz am Brocken. Das Naturschutzgebiet mit der CDDA-Nr. 318685 und dem Kennzeichen NSG 0159 wurde 1999 ausgewiesen (Datum der Verordnung: 2. Dezember 1999). Zuständige untere Naturschutzbehörde ist der Landkreis Harz. Ziel der Unterschutzstellung sind „Schutz und Förderung der höchstgelegenen Rotbuchenvorkommen im Harz sowie der kleinflächigen Moor- und Quellbereiche“.

## Geographische Lage
Der Kramershai liegt im Naturpark Harz/Sachsen-Anhalt 3 km westlich von Elend (zu Oberharz am Brocken), 2,7 km südsüdwestlich von Schierke (zu Wernigerode), die sich beide im Landkreis Harz (Sachsen-Anhalt) befinden, und 2,8 km (jeweils Luftlinie) nordöstlich von Braunlage, das zum niedersächsischen Landkreis Goslar zählt. Es befindet sich in einem Waldgebiet am Südhang des Kleinen Winterberges (837 m ü. NHN). Das Naturschutzgebiet liegt im Landschaftsschutzgebiet „Harz und Vorländer“. Seine Südgrenze bildet die Bundesstraße 27, im Westen stößt es wenige Meter jenseits des ehemaligen Kolonnenwegs der früheren innerdeutschen Grenze an die Bremke (mit dortigem Bremkefall), einem nördlichen Zufluss der Warmen Bode; jenseits der Bremke verläuft als niedersächsische Kreisstraße 41 die Große Wurmbergstraße, die zum nahen Wurmberg (971,2 m) führt. An mehreren Stellen im Osten, Süden und Westen grenzt der Kramershai an das Naturschutzgebiet „Harzer Bachtäler“. In seinem Nordteil entspringt der kleine Fahnenbach als linker Quellbach des nach Osten zur Warmen Bode fließenden Spielbachs.

## Flora
Kleinflächig kommen Moor- und Quellbereiche im Kramershai vor. In Großteilen des Naturschutzgebietes stocken Fichtenforste, in die wertvolle Rotbuchen-Fichtenwälder eingebettet sind. Hierbei handelt es sich um das höchstgelegene Rotbuchenvorkommen im sachsen-anhaltischen Teil des Harzes. Die Krautschicht wird in den Fichtenforsten vorwiegend von Schlängelschmiele und Heidelbeere gebildet. In den Rotbuchen-Fichtenwäldern wachsen neben Schlängelschmiele und Heidelbeere u. a. auch Wolliges Reitgras und Eichenfarn.
Entlang naturnaher Bäche, die das Naturschutzgebiet durchziehen, stocken abschnittsweise Erlensaumwälder. Vor allem im Nordosten des Naturschutzgebietes sind Quellfluren mit Torfmoosen und Bitterem Schaumkraut zu finden. Auf abgeholzten Flächen haben sich stellenweise krautige Schlagfluren mit Geflecktem und Breitblättrigem Knabenkraut entwickelt. Kleinflächig kommen auch mesophiles Grünland und Borstgrasrasen vor. Hier sind u. a. Bergwohlverleih, Aufsteigende Gelbsegge, Gewöhnlicher Flachbärlapp, Rundblättriger Sonnentau und Meisterwurz zu finden.
Die Fichtenforste sollen langfristig in Buchen-Fichtenwälder und Buchenwälder umgewandelt werden.

## Fauna
Die Altholzbestände im Kramershai sind wichtige Lebensräume für verschiedene Vogelarten, darunter Mäusebussard, Raufußkauz, Schwarzspecht und Tannenhäher. Die Nadelwaldbereiche sind Lebensraum für Misteldrossel, Winter- und Sommergoldhähnchen, Tannen- und Haubenmeise sowie Gimpel. Das Naturschutzgebiet ist auch Lebensraum der Wildkatze.

## Funga
Bemerkenswerte Pilzarten sind Weinroter Graustiel-Täubling (Russula vinosa), Rußgrauer Täubling (Russula consobrina), Grauender Spei-Täubling (ussula griseascens), Apfel-Täubling (Russula paludosa), Orangeroter Graustiel-Täubling (Russula decolorans), Zottiger Violett-Milchling (Lactarius repraesentaneus), Torfmoos-Milchling (Lactarius sphagneti), Filziger Milchling, Bruchreizker, Maggipilz (Lactarius helvus), Pechschwarzer Milchling (Lactarius picinus) und Nordischer Milchling (Lactarius trivialis). Eine Besonderheit ist der Taiga-Täubling (Russula taigarum), der in Deutschland nur wenige Male nachgewiesen wurde.